# M/S Westerdam
M/S Westerdam är ett fartyg byggt 2004.

## Historia
Den 17 oktober 2003 när fartyget var under byggnation utbröt en brand ombord som dock snabbt släcktes. Fartyget levererades till Holland America Line i april 2004.